# Cynanchum napiferum
Cynanchum napiferum är en oleanderväxtart som beskrevs av Choux. Cynanchum napiferum ingår i släktet Cynanchum och familjen oleanderväxter. Inga underarter finns listade i Catalogue of Life.